# Musée de la langue portugaise

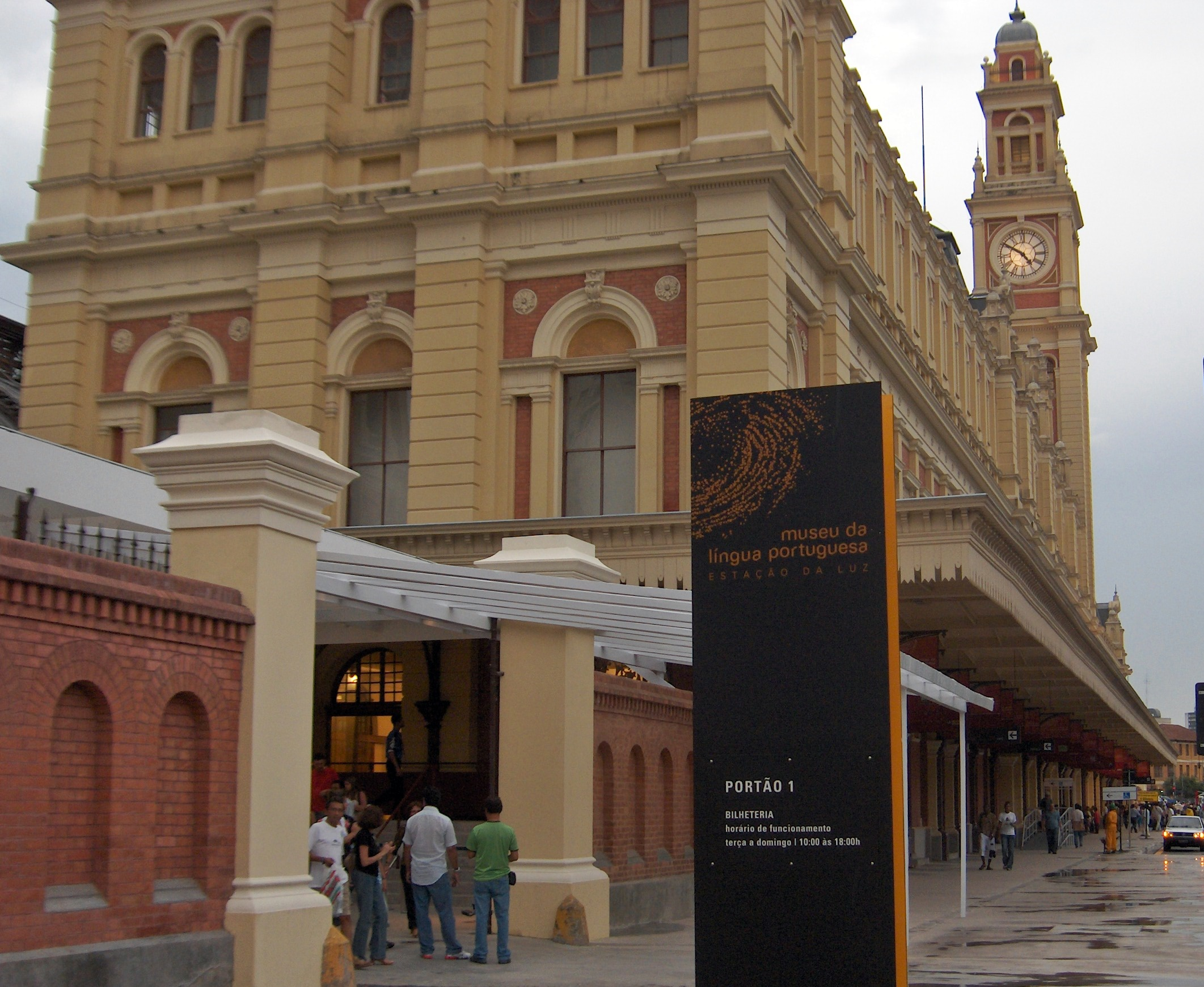
Le bâtiment de l'ancienne gare da Luz, qui héberge aujourd'hui le musée.

Le Musée de la langue portugaise ou la Gare da Luz de notre langue (portugais : Estação da Luz da nossa Língua) est un musée interactif brésilien sur la langue portugaise, situé à São Paulo dans l'édifice historique de la gare du quartier Bairro da Luz. Ce musée, financé par le ministère de la culture de l'État de São Paulo et la fondation Roberto Marinho, a coûté près de 37 millions de reais.
L'objectif de ce musée est de créer un espace vivant sur la langue portugaise, considérée comme base de la culture du Brésil. Les origines, l'histoire et l'évolution continue de la langue y sont présentées. Le musée a été entièrement détruit par un incendie le 21 décembre 2015, tuant un des pompiers de son service de sécurité. Néanmoins, les dégâts au patrimoine architectural du bâtiment inauguré en 1867 ont été plus importants que ceux qui touchent le contenu muséal, étant donné qu'il est présenté principalement sous forme numérique et qu'il existe des sauvegardes de sécurité.

## La cérémonie d'inauguration
Le musée a été inauguré le lundi 20 mars 2006 en présence du ministre brésilien de la culture Gilberto Gil (représentant le président Lula da Silva), de son homologue portugais Isabel Pires de Lima, du gouverneur de l'État de São Paulo Geraldo Alckmin, de l'ancien président Fernando Henrique Cardoso, du maire de Lisbonne Antonio Rodrigues et de nombreux autres représentants de tous les pays lusophones. 

## Le concept
Le projet a été initié en 2002 quand a commencé la restauration de la gare. São Paulo étant la plus grande ville lusophone du monde, le projet s'est imposé de lui-même. Les partenaires sont nombreux : le ministère de la culture, IBM Brasil, la poste brésilienne, la chaîne Globo, la compagnie pétrolière Petrobras, la compagnie de téléphone Vivo, Eletropaulo, Grupo Votorantim et la banque nationale de développement économique et social BNDES. Viennent s'ajouter la fondation Calouste-Gulbenkian, la communauté des pays de langue portugaise CPLP, la mairie de São Paulo, la CPTM, les ascenseurs OTIS, les systèmes de climatisation Carrier et la fondation luso-brésilienne. 
L'idée vient de Ralph Appelbaum, initiateur du musée de l'Holocauste à Washington et de la salle des fossiles du musée d'histoire naturelle de New York. La partie architecturale vient de Paulo Mendes da Rocha et de Pedro Mendes da Rocha, père et fils, tous deux Brésiliens. La direction est à la charge de la sociologue Isa Grinspun Ferraz, qui a coordonné une équipe de 30 spécialistes. Le directeur artistique est Marcello Dantas.

## Le musée
Il occupe 3 étages de la gare soit 4 333 m2. Création de l'architecte brésilien Rafic Farah, une sculpture monumentale appelée l'arbre de la langue accueille le visiteur dès son entrée. Les 2 ascenseurs en verre montent le long de son tronc en diffusant une musique étrange.

### L'auditorium
Il possède un écran de 9 m de long où est projeté un court-métrage de Antônio Risério sous la direction de Tadeu Jungle ayant pour sujet la naissance, l'histoire, la diversité, l'importance des langues pour l'humanité. Cet écran pivote et s'ouvre sur la place de la langue. 

### La grande galerie
Espace de 106 m de long où sont projetés 11 films simultanément faits par Marcello Dantas, Victor Lopes, Carlos Nader et Eduardo Menezes. Chaque projection occupe 9 m, ont une durée de 6 min et traite du quotidien (la dance, la fête, le carnaval, le football, la musique, les relations humaines, l'art culinaire, les valeurs, les savoirs et la culture portugaise).

### Le jeu de l'étymologie
C'est l'espace le plus ludique où les visiteurs peuvent manipuler des suffixes, des radicaux, des préfixes, recoller des mots sur une table interactive en agitant les bras. Quand les fragments sont regroupés correctement, l'étymologie du mot apparaît.

### La carte des parleurs
Une grande toile interactive montre les différentes façons qu'ont les brésiliens de parler suivant l'état de la Fédération. 

### Les lanternes des influences ou les mots croisés
Cet espace comprend huit totems triangulaires multimédia. Chaque totem est dédié à une ou deux langues ayant influencé la langue brésilienne :
- 2 pour les langues africaines ;
- 2 pour les langues indiennes ;
- 1 pour l'espagnol ;
- 1 pour l'anglais et le français ;
- 1 pour les langues des immigrants (allemands, japonais, arabe...) ;
- 1 pour le portugais dans le monde.

### La place de la langue
Rappelant un amphithéâtre, c'est un planétarium de mots avec des effets visuels projetés sur les murs, le sol et le plafond. Les classiques de la prose et de la poésie sont présentés en son et lumière. L'amour, l'exil, les gens, la favela et la musique défilent dans une sélection réunissant Carlos Drummond de Andrade, Gregório de Matos, Fernando Pessoa, Luís de Camões, Euclides da Cunha, Machado de Assis, Vinícius de Moraes...

### L'histoire de la langue portugaise
Un grand panneau, résultant de la recherche du professeur Ataliba de Castilho, montre les origines indo-européennes du portugais en passant par l'étrusque, le latin, les langues romanes antiques et les 3 langues contemporaines (le portugais du Portugal, les langues africaines et les langues indiennes) composant la langue brésilienne. C'est 6000 ans d'histoire de l'humanité qui sont relatés.